# Deputowani do Reichstagu II kadencji (1874–1877)
Deputowani  do Reichstagu  II kadencji (1874–1877) – deputowani do Reichstagu II kadencji wybrani 10 stycznia 1874 roku.
Przewodniczący Reichstagu
- Max von Forckenbeck (Nl)

Wiceprzewodniczący  Reichstagu
- - Chlodwig zu Hohenlohe-Schillingsfürst (Niezrzeszeni)
  - Albert Hänel (DF)

## Lista według przynależności partyjnej (stan na koniec kadencji)

### K(24 (21) deputowanych)
- Heinrich Leonhard von Arnim-Heinrichsdorf
- Wilhelm von Brauchitsch
- Hermann von Busse od 1876 roku
- Carl Friedrich von Denzin
- Rodrigo zu Dohna-Finckenstein
- Botho Heinrich zu Eulenburg
- Wilhelm von Flügge
- August von Gerlach
- Anton von der Goltz od 1876 roku
- Gustav von Jagow
- Conrad von Kleist
- Leberecht von Klitzing
- Helmuth von Maltzahn
- Wilhelm von Minnigerode
- Helmuth Karl Bernhard von Moltke
- Julius von der Osten od 1876 roku
- Karl von Pückler-Burghauß
- Robert von Puttkamer
- Waldemar von Puttkamer-Kolziglow
- Wilhelm von Schöning
- Otto Theodor von Seydewitz
- Otto Uhden
- Karl von Waldow und Reitzenstein
- Carl von Woedtke

### DR(32 deputowanych)
- Heinrich von Achenbach
- Karl Gustav Ackermann
- Adolf von Arnim-Boitzenburg
- Oskar von Arnim-Kröchlendorff
- Wilhelm von Baden
- Friedrich von Behr
- Eduard Georg von Bethusy-Huc
- Karl zu Carolath-Beuthen
- Adolph von Dietze
- Friedrich von Frankenberg und Ludwigsdorf
- Karl Rudolf Friedenthal
- Theodor Günther
- Carl zu Hohenlohe-Ingelfingen
- Hugo zu Hohenlohe-Öhringen
- Hermann zu Hohenlohe-Langenburg
- Wilhelm von Kardorff
- Leonce von Könneritz
- Karl von Lichnowsky
- Robert Lucius von Ballhausen
- August von Maltzan
- Hermann von Nostitz-Wallwitz
- Hans Heinrich XI. von Hochberg
- Wiktor I Maurycy von Ratibor
- Gustav Richter
- Ulrich von Saint-Paul-Illaire
- Otto von Sarwey
- Friedrich Oskar von Schwarze
- Otto zu Stolberg-Wernigerode
- Carl Ferdinand von Stumm-Halberg
- Carl Gustav Thilo
- Hans Wilhelm von Unruhe-Bomst
- Karl von Varnbüler

### Nl(162 (150)  deputowanych)
- Bernhard Abeken
- Siegfried Wilhelm Albrecht
- Wilhelm Albrecht
- Carl Baer
- Otto Bähr
- Ludwig Bamberger
- Hermann Becker
- Robert von Benda
- Rudolf von Bennigsen
- Georg Beseler
- Theodor von Bethmann-Hollweg
- Ludwig von Beughem
- Hugo Bieler
- Georg Richard Bluhme
- Paul von Bojanowski
- Wilhelm Blum
- Rudolf von Borries
- August Brande
- Karl Braun
- Eduard Brockhaus
- Adolf von Brüning
- Friedrich Büsing
- Franz Armand Buhl
- Theodor von Bunsen od 1876 roku
- Lorenz Chevalier
- Ludwig von Cuny
- Alexander Dann
- Friedrich Dernburg
- Fritz von Diederichs
- Heinrich Wolfgang Ludwig Dohrn
- Franz Fritz von Dücker
- Otto Elben
- Louis Ernst od 1874 roku
- Friedrich August von Etzel
- Franz Josef Faller
- Gottfried Fenner
- Friedrich Fernow
- Max von Forckenbeck
- Wilhelm von Freeden
- Carl Friderich
- Christian von Frisch
- Julius Frühauf
- Friedrich Ludwig Gaupp
- Otto Georgi
- Robert Gerwig od 1875 roku
- Wilhelm Gleim
- Rudolf von Gneist
- Levin Goldschmidt od 1875 roku
- Carl Grimm
- Bernhard Grobe
- August Grumbrecht
- Carl Haarmann
- Edwin von Hacke
- Richard Harnier
- Anton Haupt
- Cornelius Wilhelm von Heyl zu Herrnsheim
- Paul Hinschius
- Julius Hoelder od 1875 roku
- Gottlieb von Huber od 1875 roku
- August Hullmann
- Ludwig Jacobi
- Theodor Jacobs
- Ludwig Albert Jaeger
- Ludwig Andreas Jordan
- Hermann Jüngken
- Friedrich Kapp
- Adolf Kiepert
- Wilhelm Kircher
- Karl Peter Klügmann
- Ferdinand Koch
- Heinrich Theodor Koch
- Victor Kolbe
- Julius Kraaz
- Karl Gotthold Krause
- Richard Krieger
- Wilhelm Laporte od 1874 roku
- Eduard Lasker
- Friedrich Lehr
- Georg Friedrich von Lenz
- Otto Lobach
- Heinrich Marquardsen
- Georg Martin
- Friedrich Eduard Mayer
- Friedrich Meyer
- Karl Leopold Michaelis
- Johannes von Miquel
- Rudolf Heinrich Möring
- Robert von Mohl
- Wilhelm Morstadt
- Alexander Georg Mosle
- Gustav Müller
- Johannes Neumann
- Friedrich Oetker
- Wilhelm Oncken
- Heinrich Bernhard Oppenheim
- Friedrich Pabst
- Edo Friedrich Peterssen
- Gustav Pfaehler od 1876 roku
- Julius Pfeiffer
- Markus Pflüger
- Franz Pogge
- Hermann Pogge
- Diedrich Precht
- Karl Prosch
- Henning von Puttkamer
- Maximilian von Puttkamer
- Hermann Rasche
- Erich von Reden
- Heinrich Rickert
- Johann Roder
- Hermann Roemer
- Robert Römer
- Ludwig von Rönne
- Georg Schacht
- Friedrich von Schauß
- Karl von Schmid
- Hermann Joachim Eduard Schmidt
- Karl Heinrich Schmidt
- Wilhelm Adolf Schmidt
- Friedrich Wilhelm Schöttler
- Hugo Schroeder
- Bernhard Schroeder
- Fryderyk von Schulte
- Rudolph Schulz
- Benno Schulze
- Ferdinand Scipio
- Alfred Siegfried
- Georg von Siemens
- Eduard von Simson
- Anton Ludwig Sombart
- Friedrich Sommer
- Theodor Spaeth
- Franz August Schenk von Stauffenberg
- Melchior Stenglein
- Eduard Stephani
- Gustav Struckmann
- Johannes Struckmann
- Friedrich Techow
- Johann Louis Tellkampf
- Hugo Thiel
- Rudolf Thiel
- Georg Thilenius
- Heinrich von Treitschke
- Paul Tritscheller
- Hans Victor von Unruh
- Hermann von Vahl
- Hermann Friedrich Valentin
- Joseph Völk
- Hans Heinrich Wachs
- Gustav Richard Wagner
- Christian Adolf Wallichs
- Franz von Weber
- Max Weber
- Egmont Websky
- Oskar Wehr
- Wilhelm Wehrenpfennig
- Hermann Weigel
- Hermann Welcker
- Leopold von Winter
- Johannes Moritz Wölfel
- Isaac Wolffson
- Emanuel Wulfshein

### DF(53 (49) deputowanych)
- Anton Leopold Allnoch
- Carl Ausfeld
- Edward Banks
- Michael Baumgarten
- Louis Constanz Berger
- Adolf Bernhardi
- Julius Dickert
- Carl Donath
- Franz Duncker
- Gustav Eberty
- Otto Erhard
- Arthur Eysoldt
- Karl Föckerer
- Wilhelm Francke
- Wolf Frankenburger
- Hermann Paul Gerhard od 1875 roku
- Ludwig Groß
- Albert Hänel
- Adolf Hermann Wilhelm Hagen
- August Ludwig Hausmann
- Franz Hausmann
- Carl Erdmann Heine
- Carl Herz
- Hubert Hilf od jesieni  1875 roku
- Adolf Hillmann od 1875 roku
- Adolph Hoffmann
- Leopold von Hoverbeck
- Julius von Kirchmann
- Julius Kisker
- Peter Kloeppel
- Moritz Klotz
- Johannes Knapp
- Heinrich Kreutz
- Wilhelm Loewe
- Karl Lorentzen
- Heinrich Minckwitz
- Louis Ferdinand Albrecht Müller
- Wilhelm Oehmichen
- Ludolf Parisius
- Eugen Richter
- Otto Rohland
- Konstanz von Saucken-Julienfelde
- Kurt von Saucken-Tarputschen
- Carl Theodor Schmidt
- Hermann Schulze-Delitzsch
- Ludwig Schwarz
- Leopold Sonnemann
- Wilhelm Spielberg
- Albert Traeger
- Moritz Wiggers
- Franz Ziegler
- Eduard Zimmermann
- August Zinn

### Z(98 (91) deputowanych)
- Peter Karl von Aretin
- Ludwig von Aretin
- Franz von Ballestrem
- Georg Bauch
- Friedrich Baudri
- Johann Leonhard Bayrhammer
- Josef Bernards
- Maximilian von Biegeleben Od 1874 roku
- Cajetan von Bissingen-Nippenburg
- Adam Bock
- Rudolph Borowski
- Hermann von und zu Brenken
- Johann Brückl
- Joseph von Buß
- Johann Anton Graf von Harbuval-Chamaré-Stolz
- Michael Datzl
- Christian Dieden
- Ludwig Richard Edler
- Christoph Ernst Friedrich von Forcade de Biaix
- Georg Arbogast von und zu Franckenstein
- Adolph Franz od 1876 roku
- Heinrich Franssen
- Ferdinand Heribert von Galen
- Andreas von Grand-Ry
- Karl Gratza od 1875 roku
- Nicola Philipp Grosman
- Friedrich Wilhelm Grosman
- Heinrich Grütering
- Bartholomäus Haanen
- Gustav von Habermann
- Aloys Hafenbrädl
- Constantin Hamm
- Thomas von Hauck
- Clemens Heereman von Zuydwyck
- Franz Herrlein
- Georg von Hertling od 1875 roku
- Ferdinand von Hompesch-Bollheim od 1874 roku
- Alfred von Hompesch od 1874 roku
- Albert Horn
- Michael Huber
- Josef Edmund Jörg
- Friedrich von Kehler
- Eugen von Kesseler
- Matthäus Kirchner
- Adolf von Kleinsorgen
- Friedrich Franz Kochann
- Franz Seraphim Köllerer
- Adolf Krätzer
- Ignatz von Landsberg-Velen und Steinfurt
- Max von Landsberg-Velen
- Karl Anton Lang
- Franz Xaver Lender
- Franz Werner von Leykam
- Ernst Lieber
- Joseph Lingens
- Carl Lucius
- Robert von Ludwig
- Paul Majunke
- Hermann von Mallinckrodt
- Max Theodor Mayer
- Matthias Merkle
- Ferdinand von Miller
- Christoph Moufang
- Eduard Müller
- Julius Cäsar von Nayhauß-Cormons
- Karl von Ow
- Hugo Pfafferott
- Anton Pohlmann
- Friedrich II Praschma
- Conrad von Preysing
- Friedrich von Quadt-Wykradt-Isny
- Edmund Radziwiłł
- August Reichensperger
- Peter Reichensperger
- Wilhelm Rudolphi
- Franz Anton Rußwurm
- Karl Friedrich von Savigny
- Joseph Anton Schmid
- Clemens August von Schönborn-Wiesentheid
- Burghard von Schorlemer-Alst od 1874 roku
- Theodor Schroeder
- Jacob Schüttinger
- Karl Senestrey
- Maximilian von Soden-Fraunhofen
- Alfred zu Stolberg-Stolberg
- Friedrich zu Stolberg-Stolberg
- Cajus zu Stolberg-Stolberg
- Eduard Strecker
- Albert von Thimus
- Johann Michael Triller
- Theodor Ferdinand Ulrich
- Constantin von Waldburg-Zeil
- Rudolf Joseph Jakob Weiß
- Carl Hubert von Wendt
- Anton Westermayer
- Ludwig Windthorst
- Benedikt Winkelhofer
- Ludwig von Zu Rhein

### Polacy (15 (14)  deputowanych)
- Joseph von Choslowsky
- Roman Czartoryski
- Anton von Donimirski
- Michael von Kalkstein
- Eduard Kegel
- Roman Komierowski od  1876 roku
- Thomas von Kozlowski
- Władysław Niegolewski
- Erazm Parczewski
- Ferdynand Radziwiłł
- Eustachius von Rogalinski
- Leo von Rybinski
- Władysław Taczanowski
- Ludwig Zietkiewicz
- Joseph von Zoltowski

### SPD(8 deputowanych)
- August Bebel
- August Geib
- Wilhelm Hasenclever
- Johann Jacoby
- Wilhelm Liebknecht
- Johann Most
- Julius Motteler
- Julius Vahlteich

### Niezrzeszeni (31 (29) deputowanych)
- Charles Abel
- Reinhard von Adelebsen
- August von Bernuth
- Florens von Bockum-Dolffs
- Gustav von Bonin
- Ludwig Brüel od 1875 roku
- Paul Dupont des Loges
- Georg Heinrich August Ewald
- Adalbert Falk
- Charles Germain
- Otto von Grote
- Joseph Guerber
- Wilhelm Hasselmann
- Heinrich Häffely
- Ludwig Hartmann
- Richard Hintrager od 1874 roku
- Chlodwig zu Hohenlohe-Schillingsfürst
- Hans Andersen Krüger
- Ernest Lauth
- Ernst Ludwig von Lenthe  od 1876 roku
- Carl Ferdinand Nieper
- Adalbert Nordeck zur Rabenau
- Joseph Philippi
- Eugène Pougnet
- Andreas Räß
- Otto Reimer
- Alexis von Schauenburg
- Jacob Ignatius Simonis
- Jean Baptiste Soehnlin
- Eduard Teutsch
- Landolin Winterer

## Literatura
- sammlungen.de/~db/bsb00003443/images/index.html?seite=1 (Digitalisat)]
- Nachtrag zu Hirth’s Parlaments-Almanach 10. Ausgabe – Februar 1874. Leipzig 1874 (Digitalisat)
- Stenographische Berichte über die Verhandlungen des Deutschen Reichstages. 2. Legislatur-Periode, I. Session 1874. 1. Band, Berlin 1874, S. IX-XXIX (Digitalisat)
- Stenographische Berichte über die Verhandlungen des Deutschen Reichstages. 2. Legislatur-Periode, II. Session 1874/75. 1. Band, Berlin 1875, S. IX-XXIX (Digitalisat)
- Stenographische Berichte über die Verhandlungen des Deutschen Reichstags. 2. Legislatur-Periode, III. Session 1875/76. 1. Band, Berlin 1876, S. IX-XXIX (Digitalisat)
- Stenographische Berichte über die Verhandlungen des Deutschen Reichstags. 2. Legislatur-Periode, III. Session 1875/76. 3. Band, Berlin 1876, S. IX-XXIX (Digitalisat)
- Stenographische Berichte über die Verhandlungen des Deutschen Reichstags. 2. Legislatur-Periode, IV. Session 1876. 1. Band, Berlin 1876, S. IX-XXIX (Digitalisat)

- Wilhelm Heinz Schröder: Sozialdemokratische Reichstagsabgeordnete und Reichstagskandidaten 1898–1918. Biographisch-statistisches Handbuch. (= Handbücher zur Geschichte des Parlamentarismus und der politischen Parteien, Band 2). Droste, Düsseldorf 1986, ISBN 3-7700-5135-1
- Bernd Haunfelder: Reichstagsabgeordnete der Deutschen Zentrumspartei 1871–1933. Biographisches Handbuch und historische Photographien. (= Photodokumente zur Geschichte des Parlamentarismus und der politischen Parteien, Band 4). Droste, Düsseldorf 1999, ISBN 3-7700-5223-4
- Bernd Haunfelder: Die liberalen Abgeordneten des deutschen Reichstags 1871–1918. Ein biographisches Handbuch. Aschendorff, Münster 2004, ISBN 3-402-06614-9
- Bernd Haunfelder: Die konservativen Abgeordneten des deutschen Reichstags von 1871 bis 1918. Ein biographisches Handbuch. Aschendorff, Münster 2009, ISBN 978-3-402-12829-9